# Cylindropuntia tunicata
Cylindropuntia tunicata är en kaktusväxtart som först beskrevs av Johann Georg Christian Lehmann, och fick sitt nu gällande namn av F.M. Knuth. Cylindropuntia tunicata ingår i släktet Cylindropuntia, och familjen kaktusväxter. Inga underarter finns listade i Catalogue of Life.

## Bildgalleri

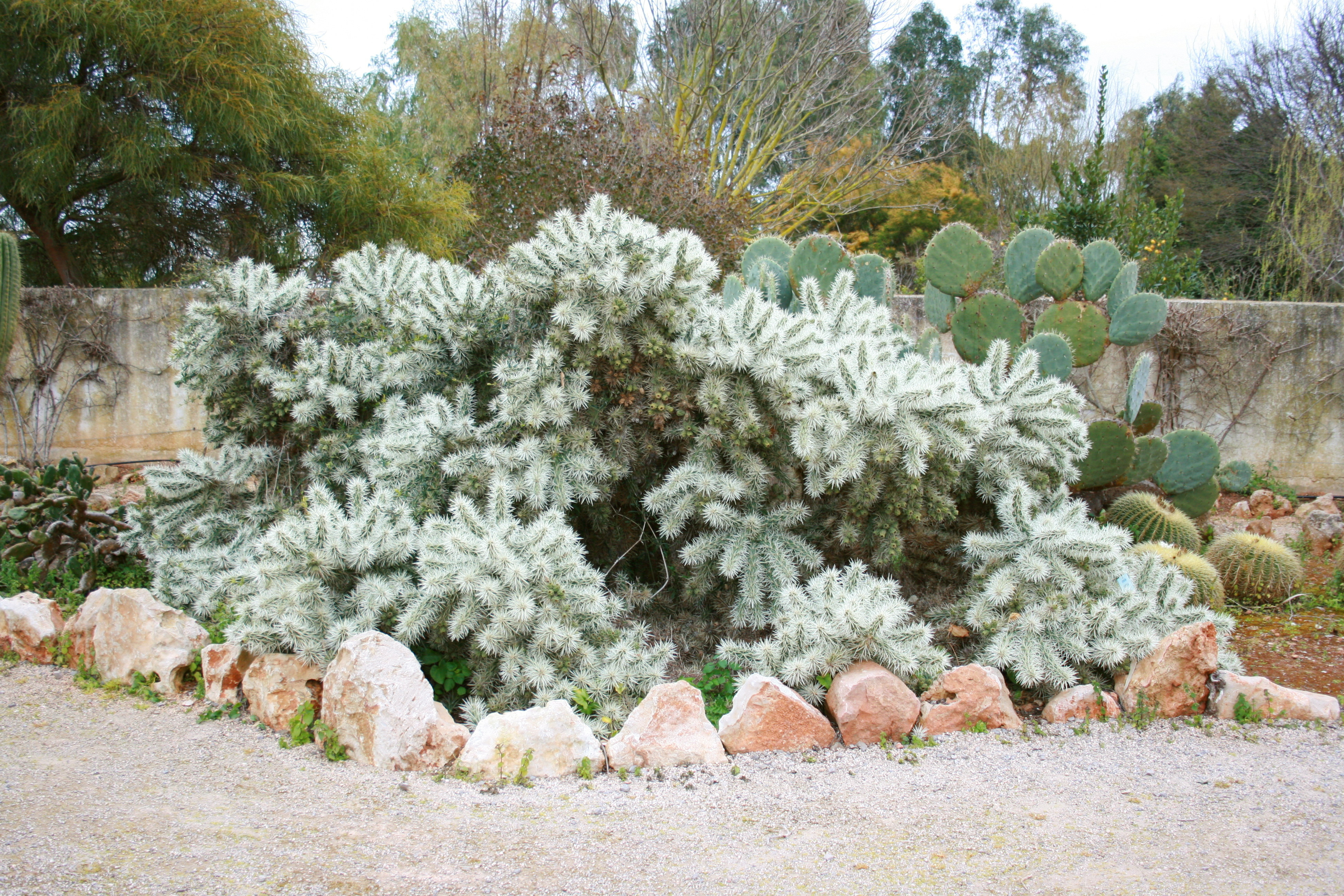
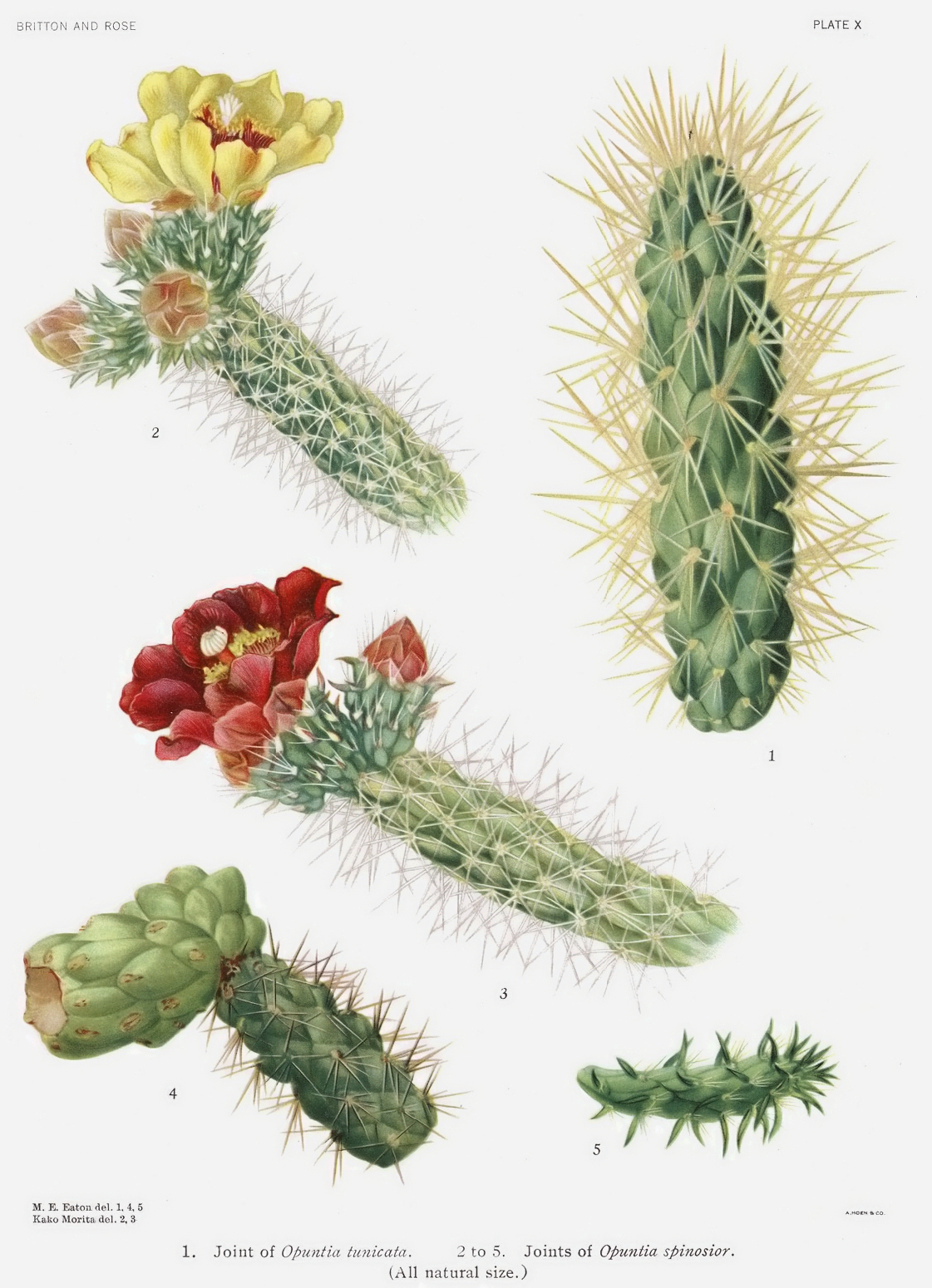
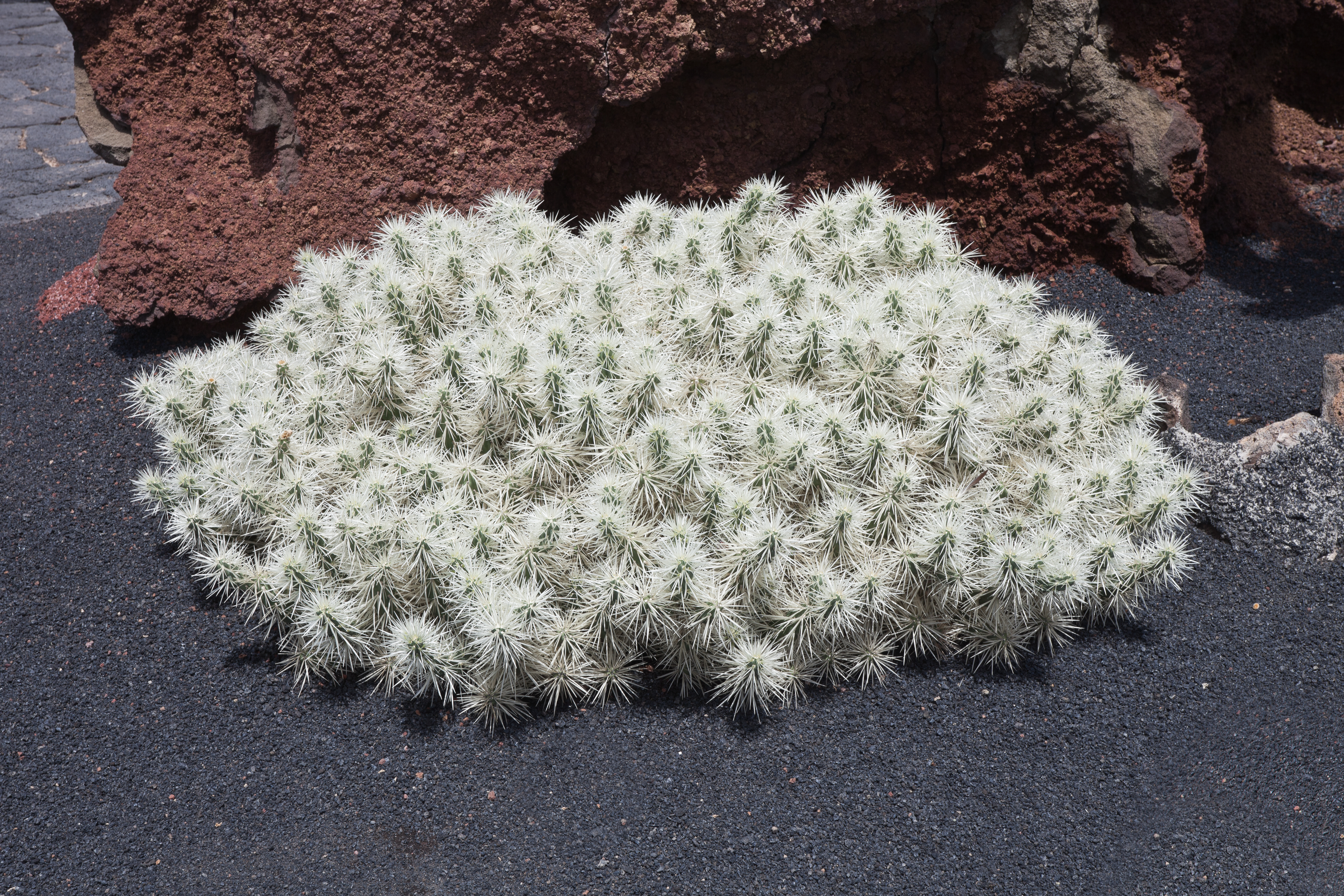
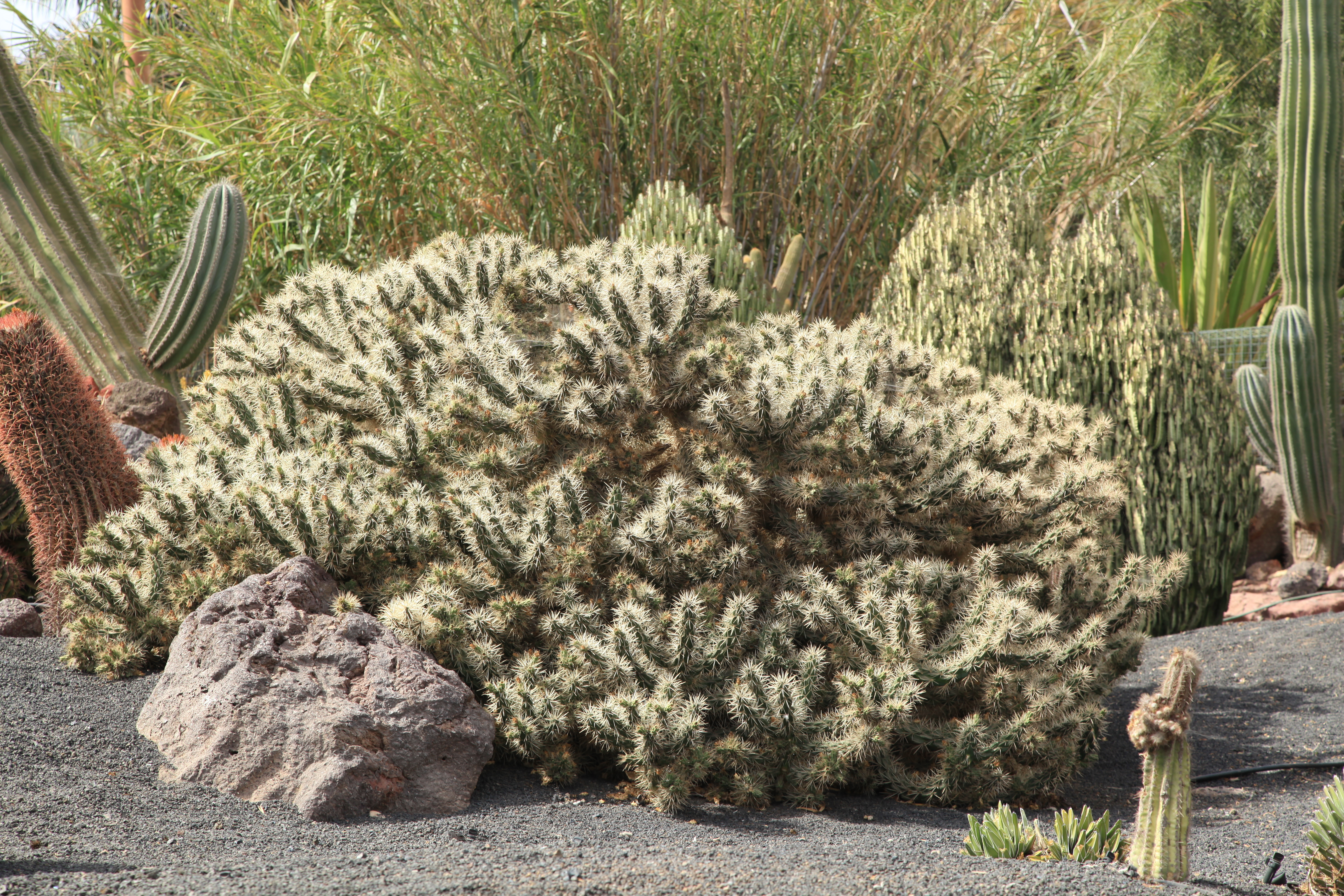
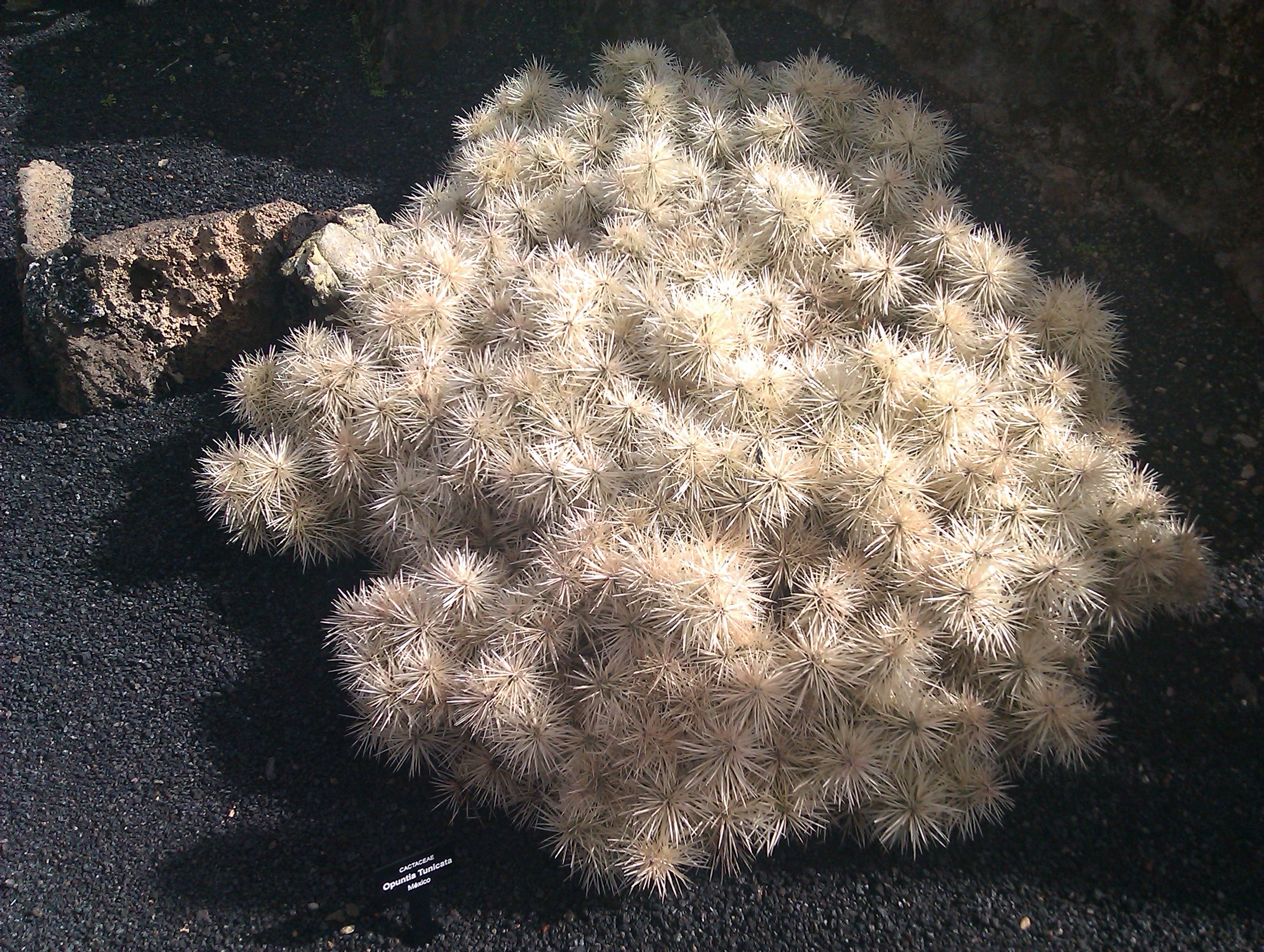
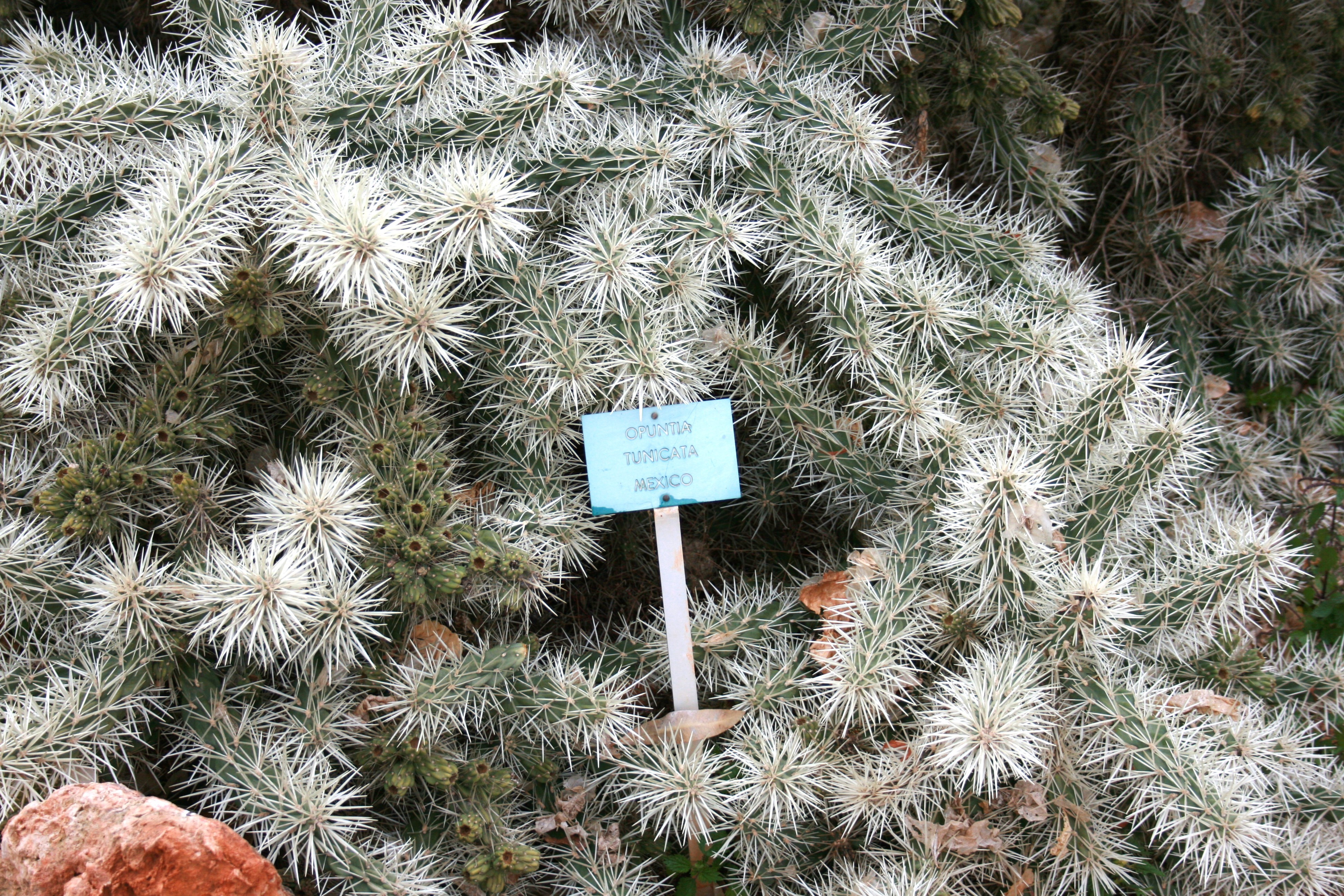